# Jakov Fak
Jakov Fak (* 1. srpna 1987, Rijeka, Jugoslávie, dnes Chorvatsko) je slovinský biatlonista, dvojnásobný medailista z olympijských her, do listopadu 2010 reprezentující Chorvatsko.
S chorvatskou reprezentací získal v roce 2009 bronzovou medaili ve vytrvalostním závodě na mistrovství světa v Pchjongčchangu a v roce 2010 bronzovou medaili ve sprintu na zimních olympijských hrách ve Vancouveru.
Se slovinskou reprezentací vybojoval v roce 2012 titul mistra světa ve vytrvalostním závodě na mistrovství světa v Ruhpoldingu, kde přidal také stříbrnou medaili v závodě smíšených štafet. V roce 2013 získal bronzovou medaili ve sprintu na mistrovství světa v Novém Městě na Moravě. V celkovém hodnocení světového poháru byl nejlepší v sezóně 2014/15, kdy obsadil konečné třetí místo. Na zimních olympijských hrách ve Pchjongčchangu získal stříbrnou medaili ve vytrvalostním závodu mužů.

## Státní občanství
V roce 2010 se v médiích objevila zpráva, že Jakov Fak bude reprezentovat Slovinsko na místo dosavadního Chorvatska. 19. listopadu 2010 bylo oficiálně oznámeno, že přechází ke slovinské reprezentaci. 24. listopadu téhož roku získal slovinské státní občanství a stal se členem slovinské reprezentace.

## Výsledky

### Olympijské hry a mistrovství světa
| Sezóna  | Akce | Místo                | SP          | SZ          | HZ          | IZ          | ŠT          | SŠT         | SZD | Věk    |
| ------- | ---- | -------------------- | ----------- | ----------- | ----------- | ----------- | ----------- | ----------- | --- | ------ |
| 2006/07 | MS   | Anterselva           | 78.         | –           | –           | 93.         | –           | –           | ×   | 19 let |
| 2007/08 | MS   | Östersund            | 69.         | –           | –           | DNS         | –           | –           | ×   | 20 let |
| 2008/09 | MS   | Pchjongčchang        | 14.         | 25.         | 19.         | 3.          | –           | –           | ×   | 21 let |
| 2009/10 | ZOH  | Vancouver            | 3.          | 25.         | 9.          | 51.         | –           | –           | ×   | 22 let |
| 2011/12 | MS   | Ruhpolding           | 11.         | 8.          | –           | 1.          | –           | 2.          | ×   | 24 let |
| 2012/13 | MS   | Nové Město na Moravě | 3.          | 6.          | 19.         | 20.         | 13.         | 5.          | ×   | 25 let |
| 2013/14 | ZOH  | Soči                 | 10.         | 31.         | 4.          | 31.         | 6.          | –           | ×   | 26 let |
| 2014/15 | MS   | Kontiolahti          | 14.         | 8.          | 1.          | 10.         | 8.          | 15.         | ×   | 27 let |
| 2015/16 | MS   | Oslo                 | 39.         | 5.          | 7.          | 6.          | –           | 13.         | ×   | 28 let |
| 2016/17 | MS   | Hochfilzen           | nestartoval | nestartoval | nestartoval | nestartoval | nestartoval | nestartoval | ×   |        |
| 2017/18 | ZOH  | Pchjongčchang        | 23.         | 47.         | 10.         | 2.          | –           | 14.         | ×   | 30 let |
| 2018/19 | MS   | Östersund            | 17.         | 26.         | 14.         | 42.         | 5.          | –           | –   | 31 let |
| 2019/20 | MS   | Anterselva           | 45.         | 21.         | 15.         | 4.          | 5.          | –           | –   | 32 let |
| 2020/21 | MS   | Pokljuka             | 35.         | 35.         | 5.          | 21.         | 8.          | 16.         | 13. | 33 let |
| 2021/22 | ZOH  | Peking               | 26.         | 29.         | –           | 29.         | 11.         | 20.         | ×   | 34 let |
| 2022/23 | MS   | Oberhof              | 63.         | –           | –           | –           | 9.          | –           | 7.  | 35 let |
| 2023/24 | MS   | Nové Město na Moravě | 21.         | 23.         | 6.          | 9.          | 11.         | 7.          | 18. | 36 let |
| 2024/25 | MS   | Lenzerheide          | 11.         | 6.          | 24.         | 6.          | 13.         | 11.         | 6.  | 37 let |

Poznámka: Výsledky z olympijských her se od roku od 2014 do hodnocení světového poháru nezapočítávají, výsledky z mistrovství světa se dříve započítávaly, od mistrovství světa v roce 2023 se nezapočítávají.

### Juniorská mistrovství
| Sezóna  | D   | Místo           | SP  | SZ  | IZ  | ŠT  | Věk  |
| ------- | --- | --------------- | --- | --- | --- | --- | ---- |
| 2001/02 | MSJ | Val Ridanna     | 64. | –   | 72. | 17. | 14,5 |
| 2002/03 | MSJ | Kościelisko     | 28. | 32. | 38. | 18. | 15,5 |
| 2003/04 | MSJ | Haute-Maurienne | 50. | DNS | 55. | 15. | 16,5 |
| 2006/07 | MSJ | Martell         | 23. | 18. | 24. | –   | 19,5 |
| 2007/08 | MSJ | Ruhpolding      | 10. | 13. | 31. | –   | 20,5 |

### Legenda
| - ZOH – zimní olympijské hry - MS – mistrovství světa - SP – sprint | - SZ – stíhací závod - HZ – hromadný závod - IZ – individuální závod | - ŠT – štafeta - SŠT – smíšená štafeta - DNS – nenastoupil |

## Vítězství v závodech světového poháru

### Individuální
| Č.                           | sezóna    | datum             | místo                       | disciplína                  |
| ---------------------------- | --------- | ----------------- | --------------------------- | --------------------------- |
| 1.                           | 2011/2012 | 6. března 2012    | Ruhpolding, Německo (MS)    | vytrvalostní závod          |
| 2.                           | 2012/2013 | 8. prosince 2012  | Hochfilzen, Rakousko        | stíhací závod               |
| 3.                           | 2012/2013 | 13. prosince 2012 | Pokljuka, Slovinsko         | sprint                      |
| 4.                           | 2013/2014 | 20. března 2014   | Oslo, Norsko                | sprint                      |
| 5.                           | 2014/2015 | 7. února 2015     | Nové Město na Moravě, Česko | sprint                      |
| 6.                           | 2014/2015 | 8. února 2015     | Nové Město na Moravě, Česko | stíhací závod               |
| 7.                           | 2014/2015 | 15 března 2015    | Kontiolahti, Finsko (MS)    | závod s hromadným startem   |
| 8.                           | 2014/2015 | 22. března 2015   | Chanty-Mansijsk, Rusko      | závod s hromadným startem   |
| 9.                           | 2024/2025 | 13. března 2025   | Pokljuka, Slovinsko         | zkrácený vytrvalostní závod |
| – závod na mistrovství světa |           |                   |                             |                             |